# 新橋浅間神社

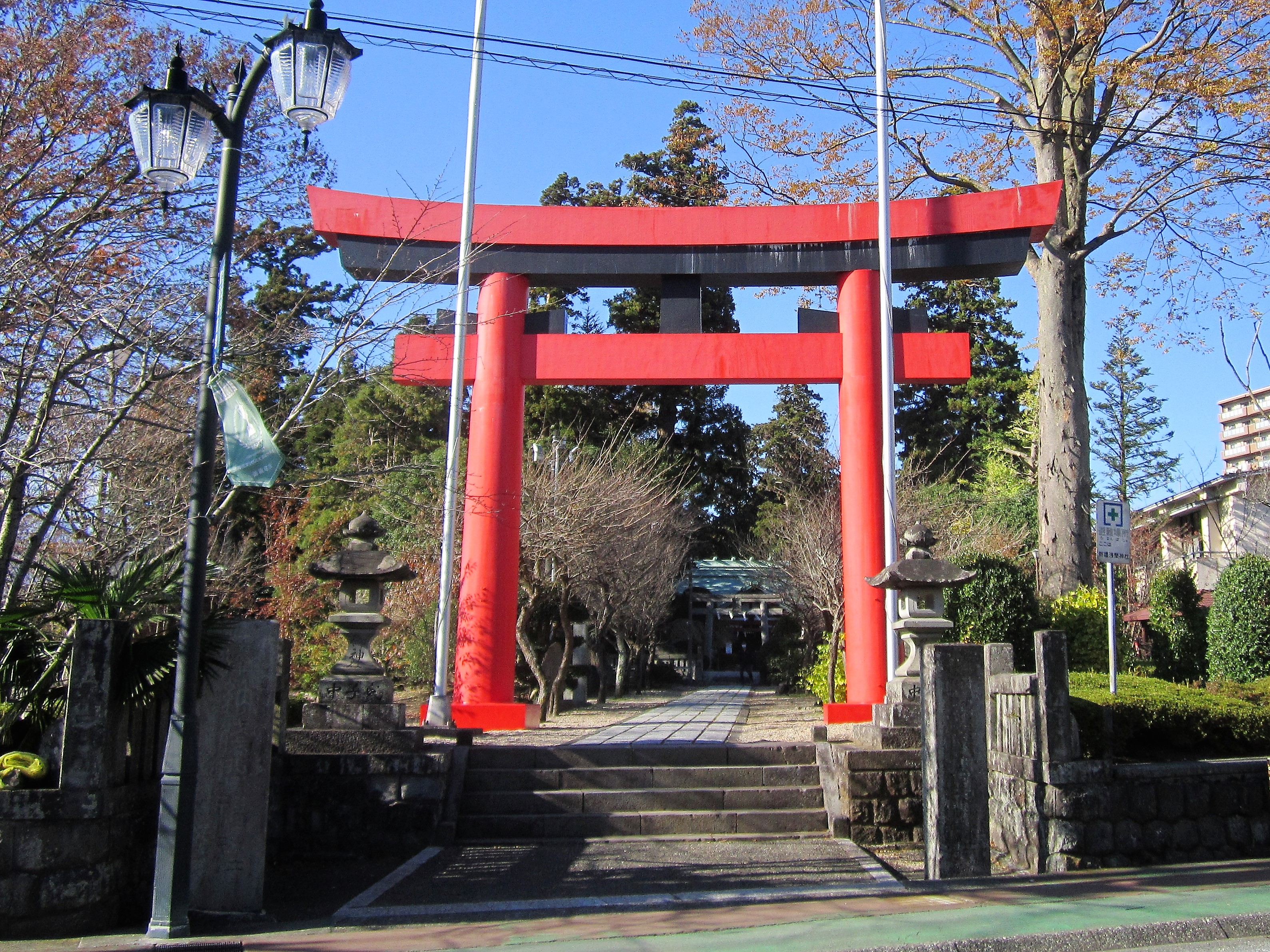
鳥居

新橋浅間神社（にいはしせんげんじんじゃ）は、静岡県御殿場市新橋（にいはし）にある神社。
正式名称は単に浅間神社（せんげんじんじゃ）だが、御殿場市内も含め、周辺に「浅間神社」が数多くあるため、区別の都合上、地名を冠して「新橋浅間神社」と表現されることがほとんどである。

## 概要
御殿場駅の富士山口（西口）の近辺にある市内の中心的神社である。
創建は、1161年（応保元年）に熊野信仰衆徒の鈴木氏が造営したとも、1193年（建久4年）に源頼朝が富士の巻狩りをした時とも伝えられる。
江戸時代、1680年（延宝8年）の新橋村の『村鏡差出長』には、浅間・神明・八幡・天神・愛鷹大明神が合祀された「五社浅間宮」であったと記されている。
明治時代に入り、村社に指定されるが、1883年（明治16年）に富士登山の御殿場ルートが作られ、1889年（明治22年）に東海道線（現・御殿場線）が開通したことで、富士登山（御殿場ルート）の出発地として繁栄する。
当神社にて7月1日に富士山開山式、8月31日に富士山閉山式が行われる他、狭間の8月第1週末に催される「御殿場夏まつり歩行者天国」内の「御殿場わらじ祭り」も、当神社で行われる。
2001年（平成13年）5月、掘削工事の過程で出てきた飲用可能な湧水を「木の花名水」として提供開始。
2019年（平成31年）6月、境内に「恋人の聖地」を設置。
なお、浅間神社（富士山）の祭神である木之花咲耶毘売命は、縁結び・子宝・安産・育児祈願の子安神社の祭神としても知られているが、当神社でも祭神が同じ子安神社を、境内社として別個に設けている。

## 祭神
主祭神
- 木之花咲耶毘売命

合祀神
- 天照大御神（神明社）
- 誉田別命（八幡社）
- 菅原大神（天神）
- 瓊瓊杵命（愛鷹大明神）

## 境内
- 木の花名水（湧水）
- 縁結びの小径
- 恋人の聖地
- 新橋地区コミュニティ供用施設
- 木の花会館
- 新橋せせらぎ公園
- 黄瀬川

境内社
- 子安神社 - 祭神: 木之花咲耶毘売命（子安大神）、例大祭: 3月最終日曜日（本来は4月5日）。

## 祭事
- 1月1日 - 歳旦祭
- 1月15日 - 成人式
- 2月3日 - 節分祭
- 3月最終日曜 - 子安神社・例大祭
- 7月1日 - 富士山開山式
- 8月第1日曜 - 御殿場わらじ祭り
- 8月31日 - 富士山閉山式
- 10月9日 - 例大祭
- 11月15日 - 七五三祈祷祭
- 12月23日 - 新穀感謝祭
- 12月31日 - 大祓式